# Butastur liventer
El azor de alas rufas o busardo alimfo (Butastur liventer), es una especie de ave en la familia Accipitridae. Es un ave de presa asiática.

## Descripción
Los ejemplares adultos miden 38 a 43 cm de largo. Su cabeza y partes inferiores son grises, con algo de motas en la corona, cuello y pecho. El resto de sus partes superiores son de un rufo grisáceo, y la parte superior de la cola es de un color castaño brillante intenso. En vuelo, se puede observar la parte superior de sus plumas de vuelo de tono rufo-chestnut como también es rufa la parte superior de su cola, y por debajo su cuerpo es gris, y plumas de vuelo y parte inferior de la cola grises.
Se alimenta de lagartijas, pequeños mamíferos e insectos grandes. Su llamado es un pit-piu agudo.

## Distribución y hábitat
Es un reproductor residente del sur de China, Myanmar, Tailandia, Camboya, Laos, Vietnam e Indonesia. Habita en zonas de bosque caducifolio y bosque secundario hasta elevaciones de 800 m.